# Иван Тантилов
Иван Иванов Тантилов е български офицер, генерал-майор от Генералщабното ведомство, офицер от Балканската (1912 – 1913) и Междусъюзническата война (1913), флигел-адютант на цар Борис III и военен пълномощник при австро-унгарския император през Първата световна война (1915 – 1918).

## Биография
Иван Тантилов е роден на 28 февруари 1874 г. в Калофер, Османска империя. Постъпва във Военното на Негово Княжеско Височество училище и завършва с 15-и випуск през 1893 г., като на 2 август е произведен в чин подпоручик. Служи в 3-ти артилерийски полк. През 1897 г. е произведен в чин поручик, а на 2 август 1903 г. в чин капитан. През 1904 г. като капитан от 3-то планинско артилерийско отделение е командирован за обучение в Академията на ГЩ в Торино, Италия, която завършва през 1908 година.
На 4 септември 1910 г. е произведен в чин майор. Взема участие в Балканската (1912 – 1913) и Междусъюзническата война (1913), след което на 14 февруари 1914 г. е произведен в чин подполковник.
По време на Първата световна война (1915 – 1918) подполковник Иван Тантилов служи като флигел-адютант на цар Борис III и като военен пълномощник при австро-унгарския император, за която служба „за бойни отличия и заслуги във войната“ със заповед № 679 от 1917 г. по Действащата армия е награден с Военен орден „За храброст“, IV степен, 2 клас и съгласно заповед № 459 от 1919 г. по Военното ведомство е награден с Военен орден „За храброст“, III степен, 2 клас. На 10 април 1919 г. е уволнен от служба.
През 1936 г. заедно с Петър Алексов и др. създават Централната кооперативна банка, на която той е председател до смъртта си.
Генерал-майор Иван Тантилов умира през 1939 година. Погребан е в Централните софийски гробища.

## Военни звания
- Подпоручик (2 август 1893)
- Поручик (1897)
- Капитан (2 август 1903)
- Майор (4 септември 1910)
- Подполковник (14 февруари 1914)
- Полковник (16 март 1917)
- Генерал-майор

## Образование
- Военно на Негово Княжеско Височество училище (1893)
- Академия на ГЩ в Торино, Италия (1904 – 1908)

## Награди
- Военен орден „За храброст“, IV степен, 2 клас (1917)
- Военен орден „За храброст“, III степен, 2 клас (1919)